# 新埔民生駅
新埔民生駅（しんぽみんせいえき）は台湾新北市板橋区聯翠里にある台北捷運環状線の駅。ホーム以外に設定される駅空間のテーマカラーは「■生機（淡緑、Pantone372C）」(p91)。
板南線の新埔駅とは200メートルほど離れており、両駅は改札外乗換えとなるが20分以内かつ自動改札利用であれば前後の乗車距離を通算する特例が設けられる（ICトークンは黄色の専用改札機のみ）。
新北市長の侯友宜により構内連絡通路設置が提唱されている。

## 歴史
- 2013年7月16日 - 着工[4]
- 2019年12月 - 開業予定[5]。
- 2020年
  - 1月19日 - 時間帯限定で無料試乗開始[6]
  - 1月31日 - 開業（10時式典、14時運行開始、2月末までは無料）[7]
- 2023年
  - 1月30日、台北捷運公司が請け負っていた環状線西環段の運営委託契約が満了し、翌日付で資産は新北市側に移転（2期延伸時に改めて全区間の運営権がどちらかに一本化されるまでの暫定処置）したが[8]、本路線の移管には交通部の承認が必要なため、実際の移管完了にはさらに半年程度を要することとなった[9]。
  - 5月23日、環状線西環段の運営権について、台北捷運公司から新北捷運公司への移管作業が正式に完了し、交通部の承認も下った[10]。

### 駅階層
|           |                               |                                                 |
| 地上 四階 | 相対式ホーム 右側のドアが開く | 相対式ホーム 右側のドアが開く                   |
| 地上 四階 | 一番線                        | ← 環状線 新北産業園区方面（頭前庄駅）           |
| 地上 四階 | 二番線                        | → 環状線 板橋・大坪林方面（板橋駅）→            |
| 地上 四階 | 相対式ホーム 右側のドアが開く |                                                 |
| 地上 三階 | コンコース層                  | コンコース、窓口、自動券売機、改札口 売店、便所 |
| 地上      | 出入口層                      | 出入口                                          |

### 駅出口
- 出口1：民生路三段

## 利用状況
| 年   | 年間    | 年間    | 年間      | 年間   | 1日平均 | 1日平均 |
| 年   | 乗車    | 下車    | 乗降車計  | 出典   | 乗車    | 乗降車  |
| ---- | ------- | ------- | --------- | ------ | ------- | ------- |
| 2020 | 736,492 | 789,831 | 1,526,323 | [ 11 ] | 2,116   | 4,386   |
| 2021 | 571,869 | 626,021 | 1,197,890 | [ 11 ] | 1,567   | 3,282   |
| 2022 | 643,815 | 707,067 | 1,350,882 | [ 11 ] | 1,764   | 3,701   |

## 駅周辺
- 板南線新埔駅（距離250メートル）。
- 板橋假日花市
- 新北市藝文中心
- 新埔市場
- 民生陸橋（中国語版）
- 致理科技大学
- 中華郵政板橋郵局
- 馥華飯店
- 中英医院
- 大漢橋（中国語版）
- 新北市議会（中国語版）
- 新北市立江翠国民中学（中国語版）
- 台64線板橋交流道

## 隣の駅
新北捷運
環状線
板橋駅 Y16 - 新埔民生駅 Y17 - 頭前庄駅 Y18

### 註釈
1. ↑  平均は1/19からの348日で算出